# Berl Lazar
Berl Lazar (rusky Берл Лазар, celým jménem Šlomo Dov-Ber Pinchos Lazar / Шломо Дов-Бер Пи́нхос Лазар, 19. května 1964, Milán, Itálie) je vrchní rabín Ruské federace. Dle údajů na Federace židovských obcí Ruska (ФЕОР) je zástupcem lubavičského chasidismu.